# Seongsan-eup
Seongsan-eup (koreanska: 성산읍) är en köping i kommunen Seogwipo i provinsen Jeju i den södra delen av Sydkorea, 500 km söder om huvudstaden Seoul.  Andeok-myoen ligger på södra delen av ön Jeju cirka 35 km sydöst om öns huvudort Jeju.